# Espen Aune
Espen Aune (ur. 30 października 1981) – norweski strongman.
Wicemistrz Norwegii Strongman w latach 2004, 2007 i 2010.

## Życiorys
Espen Aune wziął udział w Mistrzostwach Europy Strongman 2007, jednak nie zakwalifikował się do finału.
Wymiary:
- wzrost 184 cm
- waga 124 - 130 kg
- biceps 52 cm
- klatka piersiowa ? cm

Rekordy życiowe:
- przysiad 5 x 300 kg
- wyciskanie 250 kg
- martwy ciąg 350 kg

## Osiągnięcia strongman
- 2002
  - 4. miejsce - Mistrzostwa Norwegii Strongman
- 2003
  - 6. miejsce - Mistrzostwa Norwegii Strongman
- 2004
  - 2. miejsce - Mistrzostwa Norwegii Strongman
- 2005
  - 4. miejsce - Mistrzostwa Norwegii Strongman
- 2006
  - 5. miejsce - Mistrzostwa Norwegii Strongman
- 2007
  - 2. miejsce - Mistrzostwa Norwegii Strongman
  - 7. miejsce - Super Seria 2007: Viking Power Challenge
- 2009
  - 7. miejsce - Mistrzostwa Norwegii Strongman
- 2010
  - 2. miejsce - Mistrzostwa Norwegii Strongman